# Ballota
Genre
Classification phylogénétique
Ballota est un genre de plantes à fleurs de la famille des Lamiaceae comprenant environ 35 espèces natives des régions tempérées de l'Europe, de l'Afrique du nord et de l'Asie occidentale. C'est dans la région méditerranéenne que l'on trouve la plus grande diversité d'espèces.

## Description
Plantes vivaces, velues, rameuses, très feuillées, elles sont des feuilles pétiolées au limbe crénelé. L'inflorescence est constituée de fleurs en cymes, réunies en faux-verticilles axillaires, portant chacun, à leur base, 2 feuilles florales assez semblables aux feuilles ordinaires. Le calice plissé longitudinalement en 10 nervures principales longitudinales et terminées par 5 dents, est un peu en forme d'entonnoir. La corolle bilabiée présente un tube qui n'est pas plus long que le calice. Le fruit est un tétrakène composé de quatre nucules à 3 angles et arrondies à leur sommet.

## Quelques espèces
- Ballota acetabulosa
- Ballota frutescens
- Ballota nigra L.
- Ballota pseudodictamnus

## Genre proche
Ce genre est très proche du genre Marrubium. Certaines espèces y ont été incluses dans le passé.